# Qatar Ladies Open 2012
Il Qatar Ladies Open 2012 è stato un torneo di tennis giocato sul cemento. È stata la 10ª edizione del Qatar Ladies Open che faceva parte della categoria Premier nell'ambito del WTA Tour 2012. Si è giocato nel Khalifa International Tennis Complex di Doha, in Qatar tra il 13 e il 19 febbraio 2012.

## Partecipanti

### Teste di serie
| Nazionalità | Giocatrice               | Ranking* | Testa di serie |
| ----------- | ------------------------ | -------- | -------------- |
| Bielorussia | Viktoryja Azaranka       | 1        | 1              |
| Danimarca   | Caroline Wozniacki       | 4        | 2              |
| Australia   | Samantha Stosur          | 5        | 3              |
| Polonia     | Agnieszka Radwańska      | 6        | 4              |
| Francia     | Marion Bartoli           | 7        | 5              |
| Russia      | Vera Zvonarëva           | 8        | 6              |
| Italia      | Francesca Schiavone      | 11       | 7              |
| Serbia      | Jelena Janković          | 13       | 8              |
| Germania    | Sabine Lisicki           | 14       | 9              |
| Russia      | Anastasija Pavljučenkova | 15       | 10             |
| Slovacchia  | Dominika Cibulková       | 16       | 11             |
| Cina        | Peng Shuai               | 17       | 12             |
| Serbia      | Ana Ivanović             | 18       | 13             |
| Russia      | Svetlana Kuznecova       | 19       | 14             |
| Slovacchia  | Daniela Hantuchová       | 20       | 15             |
| Germania    | Julia Görges             | 21       | 16             |

* Ranking al 6 febbraio 2012.

### Altre Partecipanti
Giocatrici che hanno ricevuto una wild card per il tabellone principale:
- Fatma Al-Nabhani
- Ons Jabeur
- Nadia Lalami

Giocatrici passate dalle qualificazioni:

- Virginie Razzano
- Varvara Lepchenko
- Aleksandra Wozniak
- Urszula Radwańska
- Anne Keothavong
- Kateryna Bondarenko
- Vera Duševina
- Caroline Garcia

## Campionesse

### Singolare
Viktoryja Azaranka  ha battuto in finale  Samantha Stosur per 6-1, 6-2.
- È l'undicesimo titolo in carriera per l'Azarenka, il terzo del 2012.

### Doppio
Liezel Huber /  Lisa Raymond hanno battuto  Raquel Kops-Jones /  Abigail Spears per 6-3, 6-1.